# Francisco Morales
Francisco Javier Morales Vivas (* 31. srpna 1971 Córdoba) je bývalý argentinský zápasník – judista.

## Sportovní kariéra
V argentinské mužské reprezentaci se pohyboval od konce osmdesátých let dvacátého století v pololehké váze do 65 kg. V roce 1991 zvítězil na Panamerických hrách v kubánské Havaně. V roce 1992 startoval na olympijských hrách v Barceloně, kde prohrál ve čtvrtfinále s pozdějším vítězem Brazilcem Rogério Sampaiem v boji na zemi držením. V opravách se do bojů o medaile neprobojoval. V roce 1996 startoval na svých druhých olympijských hrách v Atlantě a vypadl v úvodním kole s Gruzíncem Giorgi Revazišvilim na wazari. Od roku 1997 se v reprezentaci neprosazoval na úkor Martína Ríose. Žije v Córdobě a věnuje se trenérské práci.

## Výsledky
| Turnaj                  | 1989           | 1990           | 1991           | 1992           | 1993           | 1994           | 1995           | 1996           |
| Turnaj                  | 18             | 19             | 20             | 21             | 22             | 23             | 24             | 25             |
| Turnaj                  | pololehká váha | pololehká váha | pololehká váha | pololehká váha | pololehká váha | pololehká váha | pololehká váha | pololehká váha |
| ----------------------- | -------------- | -------------- | -------------- | -------------- | -------------- | -------------- | -------------- | -------------- |
| Olympijské hry          |                |                |                | úč.            |                |                |                | úč.            |
| Mistrovství světa       | úč.            |                | úč.            |                | úč.            |                | úč.            |                |
| Panamerické hry         |                |                | 1.             |                |                |                | 2.             |                |
| Panamerické mistrovství |                | 7.             |                | 3.             |                | 3.             |                | —              |
| Jihoamerické hry        |                | ?              |                |                |                | ?              |                |                |